# 花咲来夢
花咲 来夢（はなさき らいむ、1993年4月27日 - ）は、日本の女優、グラビアアイドル、コスプレイヤー、モデル。
ミス・ヤングチャンピオン2016。旧名：小澤らいむ。

## 来歴
兵庫県出身。2014年ごろ大阪のコンカフェに勤務。2015年までOL。
2016年、アミティプロモーションに所属。所属中にリップ預かりとなりグラビアアイドルデビュー。のちにアミティプロモーションへ復帰。2018年3月をもって事務所を退所。BRAND所属となった。
2020年6月20日、新型コロナウイルス感染拡大により自粛期間となる中「自分には何ができるのか、何をしたいのか」、「こんなご時世だから人々を笑顔にしたい」と花を咲かせる、夢を与えるという意味で「花咲 来夢」への改名を発表した。同年、SUPER GT『T-DASH JLOCエンジェル』としてレースクイーン活動を行う。
2020年7月、漫画、アニメ『ド級編隊エグゼロス』エグゼロスガール就任（白雪舞姫役）。『週刊プレイボーイ』および『ジャンプSQ』でグラビア掲載。
2022年ごろから、「らいむたそ」としても活動。
約4年間在籍した（株）BRAND（現：GCE）を退所し、その後はフリーランスとして活動していく事を2023年2月1日、自身のSNSで発表した。

## 人物
- 1993年4月27日[11]、兵庫県生まれ。両親は元競艇選手（ボートレーサー）。
- 身長160センチ[12]、スリーサイズはB93：W58：H88。
- 趣味は猫と遊ぶこと、ゲーム（モンスターハンターシリーズ、FINAL FANTASYシリーズ、テイルズシリーズなど）、漫画。
- 特技は卓球（中学在学中 県大会出場）、オセロ、サバイバルゲーム。
- 指原莉乃に憧れを抱いたことから芸能界に入りした[13]。
- 東京ゲームショーなどでコスプレイヤーとしても活動する[14]。ニックネームはグラビア撮影時のシーンから名づけられた[3]「教祖」[15]。
- 愛猫家で3匹の猫を飼っている。名前はシャルロット、モフィ、チュチュ

## 作品

### DVD
- 小澤らいむ/らいむらいと（2016年5月20日、イーネット・フロンティア）[16]
- ミルキー・グラマー（2016年11月18日、竹書房）
- 花咲く、果実（2021年5月20日、ギルド）

### 書籍
- 悩ましいえちえち写真集（2021年1月28日、玄光社、撮影：門嶋淳矢）▽参加モデル、いくみ、花咲来夢、東雲うみ、美東澪
- コレクションインフィニティ おっぱいLOVE写真集（2021年3月12日、宝島社）※デジタル版も同日発売

### 電子書籍
- キラキラ女神（2017年4月1日、竹書房）
- セクシーボディらいむ（2017年4月1日、竹書房）
- キュートならいむ（2017年4月1日、竹書房）
- 【デジタル限定 YJ PHOTO BOOK】小澤らいむ〈YJコスプレ大戦〉（2019年3月7日、集英社）
- Kindle photo book Vol.1（2019年8月22日、Amazon Services International Inc.）
- Kindle photo book Vol.2（2019年9月30日、Amazon Services International Inc.）
- Kindle photo book Vol.3（2019年11月1日、Amazon Services International Inc.）
- RQ-LABOデジタル写真集 201600244「小澤らいむ 女子高生」（2020年4月2日、㈱パートナーシステム）
- RQ-LABOデジタル写真集 201600236「小澤らいむ オフィスレディ」（2020年4月2日、㈱パートナーシステム）
- RQ-LABOデジタル写真集 201600257「小澤らいむ オフィスレディ」（2020年4月3日、㈱パートナーシステム）
- RQ-LABOデジタル写真集 201600266「小澤らいむ ビキニ水着」（2020年4月3日、㈱パートナーシステム）
- RQ-LABOデジタル写真集 201600266「小澤らいむ ビキニ水着」（2020年4月5日、㈱パートナーシステム）
- symbol of Beauty（2020年7月30日、Amazon Services International Inc.）
- RQデジタル写真集 201600236「小澤らいむ オフィスレディ」（2021年9月23日、㈱サーティースリー）
- RQデジタル写真集 201600244「小澤らいむ 女子高生」（2021年9月29日、㈱サーティースリー）
- RQデジタル写真集 201600251「小澤らいむ ビキニ水着」（2021年10月2日、㈱サーティースリー）
- RQデジタル写真集 201600257「小澤らいむ オフィスレディ」（2021年10月5日、㈱サーティースリー）
- RQデジタル写真集 201600266「小澤らいむ ビキニ水着」（2021年10月12日、㈱サーティースリー）
- あんまり見ないでよ（2021年11月5日、ギルド）
- 過激な彼女（2021年12月8日、ギルド）
- 妄想水泳部（2021年12月19日、ギルド）
- ぜんぶ、見てほしい（2023年1月19日、Amazon Services International Inc.）

## 出演

### 映画
- すんドめ New（2017年）[17]
- すんドめ New 2（2017年）